# Afghanische Cricket-Nationalmannschaft in den West Indies in der Saison 2017
Die Tour der afghanischen Cricket-Nationalmannschaft in die West Indies in der Saison 2017 fand vom 2. bis zum 14. Juni 2017 statt. Die internationale Cricket-Tour war Bestandteil der Internationalen Cricket-Saison 2017 und umfasst drei ODIs und drei Twenty20s. Die West Indies gewannen die Twenty20-Serie mit 3–0, während die ODI-Serie 1–1 unentschieden endete.

## Vorgeschichte
Da sich beide Teams nicht für die ICC Champions Trophy 2017 qualifizieren konnten bestritten sie parallel zu dem Turnier diese Tour als jeweils erste Tour der Saison. Es war die erste Tour die Afghanistan gegen die West Indies ausgetragen hat. Ursprünglich waren zwei weitere ODIs geplant, die jedoch beim letztendlichen Programm entfielen.

## Stadien
Die folgenden Stadien wurden für die Tour vorgesehen und am 29. März 2017 bekanntgegeben.
| Stadt      | Land                | Stadion                               | Kapazität | Spiele      |
| ---------- | ------------------- | ------------------------------------- | --------- | ----------- |
| Basseterre | St. Kitts und Nevis | Warner Park                           | 8.000     | 1. – 3. T20 |
| Gros Islet | Saint Lucia         | Darren Sammy National Cricket Stadium | 20.000    | 1. – 3. ODI |

## Kaderlisten
Afghanistan benannte seine Kader am 11. Mai 2017.
Die West Indies benannten ihren ODI-Kader am 19. Mai 2017.
| ODI | ODI | Twenty20 | Twenty20 |
| West Indies | Afghanistan | West Indies | Afghanistan |
| --- | --- | --- | --- |
| - Jason Holder (K) - Devendra Bishoo - Jonathan Carter - Roston Chase - Miguel Cummins - Shannon Gabriel - Shai Hope (wk) - Alzarri Joseph - Evin Lewis - Jason Mohammed - Ashley Nurse - Kieran Powell - Rovman Powell | - Asghar Stanikzai (K) - Farid Ahmad - Javed Ahmadi - Usman Ghani - Amir Hamza - Nasir Jamal - Rashid Khan - Mohammad Nabi - Gulbadin Naib - Shafiqullah Shafaq - Samiullah Shinwari - Dawlat Zadran - Noor Ali Zadran - Shapoor Zadran - Afsar Zazai (wk) - Rahmat Shah Zurmatai | - Carlos Brathwaite (K) - Samuel Badree - Ronsford Beaton - Evin Lewis - Jason Mohammed - Sunil Narine - Kieron Pollard - Rovman Powell - Marlon Samuels - Lendl Simmons - Jerome Taylor - Chadwick Walton (wk) - Kesrick Williams | - Asghar Stanikzai (K) - Farid Ahmad - Javed Ahmadi - Usman Ghani - Amir Hamza - Karim Janat - Rashid Khan - Mohammad Nabi - Gulbadin Naib - Samiullah Shinwari - Shafiqullah Shafaq (wk) - Dawlat Zadran - Najibullah Zadran - Noor Ali Zadran - Shapoor Zadran |

## Tour Match
| 30. Mai Scorecard | Basseterre | Afghanistan 115-9 (20)          | – | WICB President’s XI 103-9 (20) |
|                   |            | Afghanistan gewinnt mit 12 Runs |   |                                |

## Twenty20 Internationals

### Erstes Twenty20 in Basseterre
| 2. Juni Scorecard | Basseterre | Afghanistan 110 (20)              | – | West Indies 114-4 (16.3) |
|                   |            | West Indies gewinnt mit 6 Wickets |   |                          |

### Zweites Twenty20 in Basseterre
| 3. Juni Scorecard | Basseterre | West Indies 112-3 (15/15)                    | – | Afghanistan 93 (13.3/15) |
|                   |            | West Indies gewinnt mit 29 Runs (D/L method) |   |                          |

### Drittes Twenty20 in Basseterre
| 5. Juni Scorecard | Basseterre | Afghanistan 146-6 (20)            | – | West Indies 147-3 (19.2) |
|                   |            | West Indies gewinnt mit 7 Wickets |   |                          |

## One-Day Internationals

### Erstes ODI in Gros Islet
| 9. Juni Scorecard | Gros Islet | Afghanistan 212-6 (50)          | – | West Indies 149 (44.4) |
|                   |            | Afghanistan gewinnt mit 63 Runs |   |                        |

Der 18-jährige afghanische Bowler Rashid Khan erzielte mit 7 Wickets bei 18 Runs die viertbeste Bowlingleistung, die je in einem ODI erzielt wurde.

### Zweites ODI in Gros Islet
| 11. Juni Scorecard | Gros Islet | Afghanistan 135 (37.3)            | – | West Indies 138-6 (39.2) |
|                    |            | West Indies gewinnt mit 4 Wickets |   |                          |

### Drittes ODI in Gros Islet
| 14. Juni Scorecard | Gros Islet | West Indies    | – | Afghanistan |
|                    |            | Spiel abgesagt |   |             |